# Râul Bătrâna, Someșul Cald
Râul Bătrâna este un curs de apă, afluent al râului Someșul Cald. Se formează la confluența a două brațe: Izbucul și Călineasa